# Мишић дилататор зенице
Мишић дилататор зенице (лат. musculus dilatator pupillae) је мали парни мишић главе изграђен од глатке мускулатуре. Налази се у склопу очне јабучице, односно у саставу дужице ока. Он делује као антагониста мишићу сфинктеру зенице и пружа се од њега до цилијарне ивице дужице.
Инервисан је симаптичким влакнима, која овде доспевају преко цилијарног ганглиона. Основна функција му је ширење отвора зенице (мидријаза), што омогућава да више светлосних зрака уђе унутар ока и доспе на видно поље мрежњаче. Ово посебно долази до изражаја нпр. у тамним просторијама, а осим тога до ширења зеница може доћи и под утицајем одређених медикамената или у случају страха, услед дејства вегетативног нервог система.